# 정전식 감응
전자공학에서 정전(靜電)식 감응(capacitive sensing) 기술은 정전용량 커플링 효과를 통해 근접, 변위, 습도, 유량, 가속도의 변화를 감지하는 장치이다.
정전식 감응 기술은 기계적인 방식에 비해 신뢰성이 높고 수명이 길기 때문에 디지털 오디오 플레이어, 컴퓨터 디스플레이, 휴대전화와 태블릿과 같은 휴대기기 등의 인간 인터페이스 장치로써 널리 사용된다. 센서 패턴이 조밀해지면 스타일러스라 불리는 펜을 통한 터치도 가능해 그림그리기, 서명 입력 뿐 아니라 지문 인식에도 이용된다.

## 구조

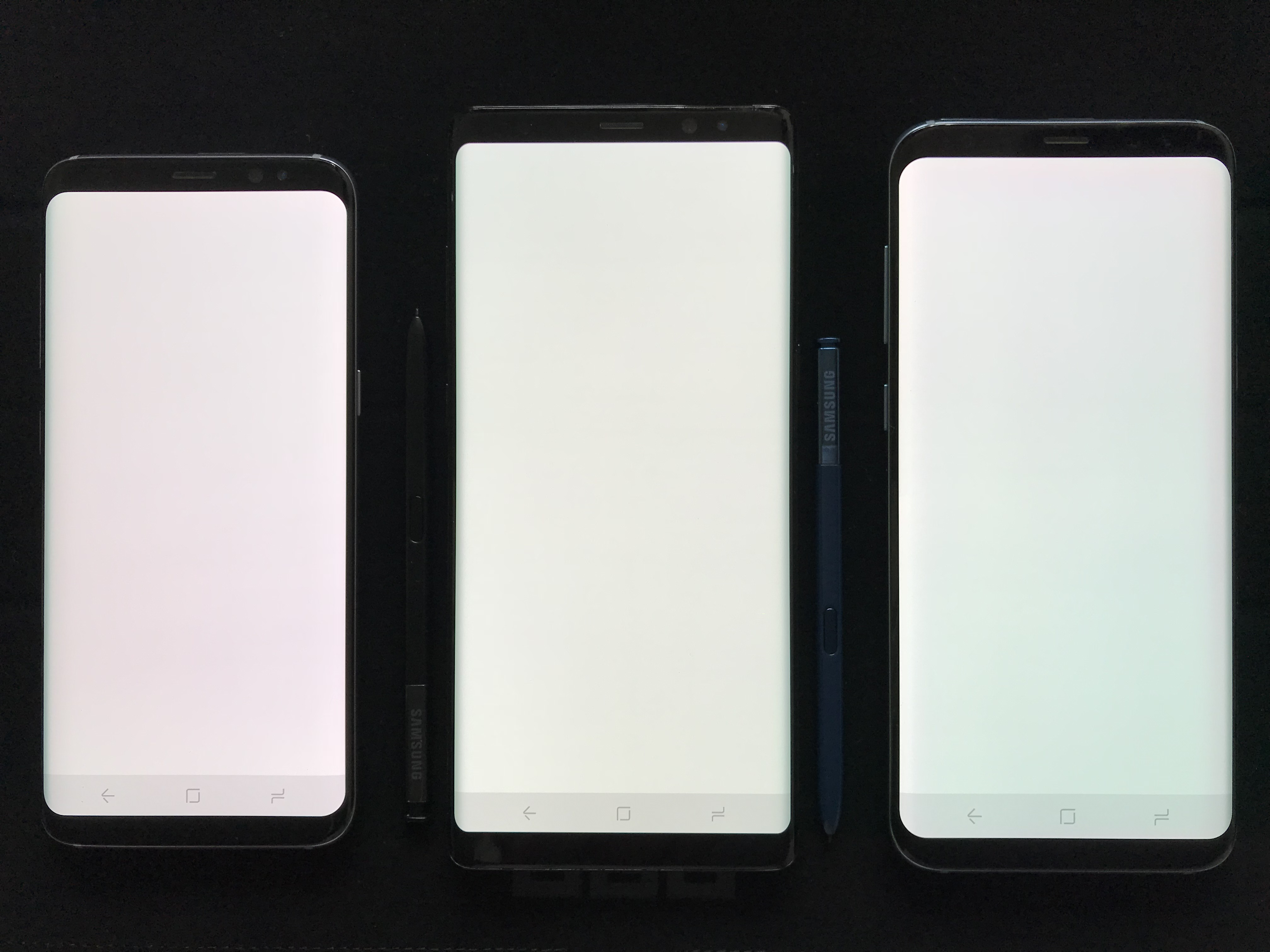
정전식 감응

터치패널은 발신 전극과 수신 전극으로 이루어져 있다. 터치패널이 동작하면 발신전극이 대전되는데, 손가락과 같은 유전체를 터치패널 근처로 가져가면, 유전체의 표면에는 발신전극의 전하와 반대인 전하가 모이고, 이에 따라 수신 전극에서 측정되는 전기장이 약해진다. 수신 전극의 전기장을 측정함으로써 대상계의 변화를 감지할 수 있다.
디스플레이 위에 정전식 터치패널이 있는 터치스크린은 인듐 주석 산화물과 같은 투명전극으로 이루어져 있다.

## 방식
정전식 감응에는 자가 정전 방식과 상호 정전 방식이 있다. 자가 정전 방식은 센서 패턴 자체의 정전용량 값과 감지 대상에 의한 부하 정전용량의 합으로 표현되는 정전용량 값을 감지하는 것이다. 반면에 상호 정전 방식은 두 개의 센서 사이에 형성된 상호 정전용량 값이 감지 대상에 의해 줄어드는 양을 감지한다. 상호 정전 방식은 자가 정전 방식에 비해 내구성이 우수하고 구성 비용이 저렴하다.

## 정전식과 감압식의 차이
정전식 터치 방식은 화면을 힘을 가해 누르는 것이 아니라 화면에 살짝만 닿거나 혹은 근접하기만 해도 인식이 되기 때문에 감압식 터치스크린에 비해서 조작감이 부드럽다. 정전식 터치 방식은 정전용량의 변화량을 이용하여 감지하기 때문에 비유전체인 가죽 장갑, 손톱, 혹은 일반 스타일러스 펜으로는 조작하기 어렵다. 별도의 정전식 전용 스타일러스 펜을 사용하면 화면을 터치할 수 있다. 센서가 민감하기 때문에 주변 기기에 영향을 받을 수도 있다.

## 같이 보기
- 터치스크린
- 감압식 터치스크린
- 광학식 터치스크린